# Лато, Луиза
Анна-Луиза Лато (фр. Anne-Louise Lateau; 1850[…], Буа-д'Эне, Эно — 25 августа 1883, Буа-д'Эне, Эно) — христианский мистик, вызвавшая большой интерес в католическом мире появлениями на теле стигматов.

## Биография
Луиза Лато родилась в 1850 году Буа-д'Эне в семье бельгийского рабочего из Шарльруа. Отец умер, когда Луиза была ещё маленькой. Мать отдала её в домработницы, когда ей было одиннадцать, а некоторое время спустя мать вернула её и устроила работать портнихой. Во время эпидемии холеры в Буа-д'Эне в 1866 году шестнадцатилетняя Луиза Лато ухаживала за шестью жертвами эпидемии. В следующем году она сама серьезно заболела; болезнь продолжались до 1868 года. 15 апреля 1868 года она вновь  заболела и настолько тяжело, что причастилась к последним таинствам.

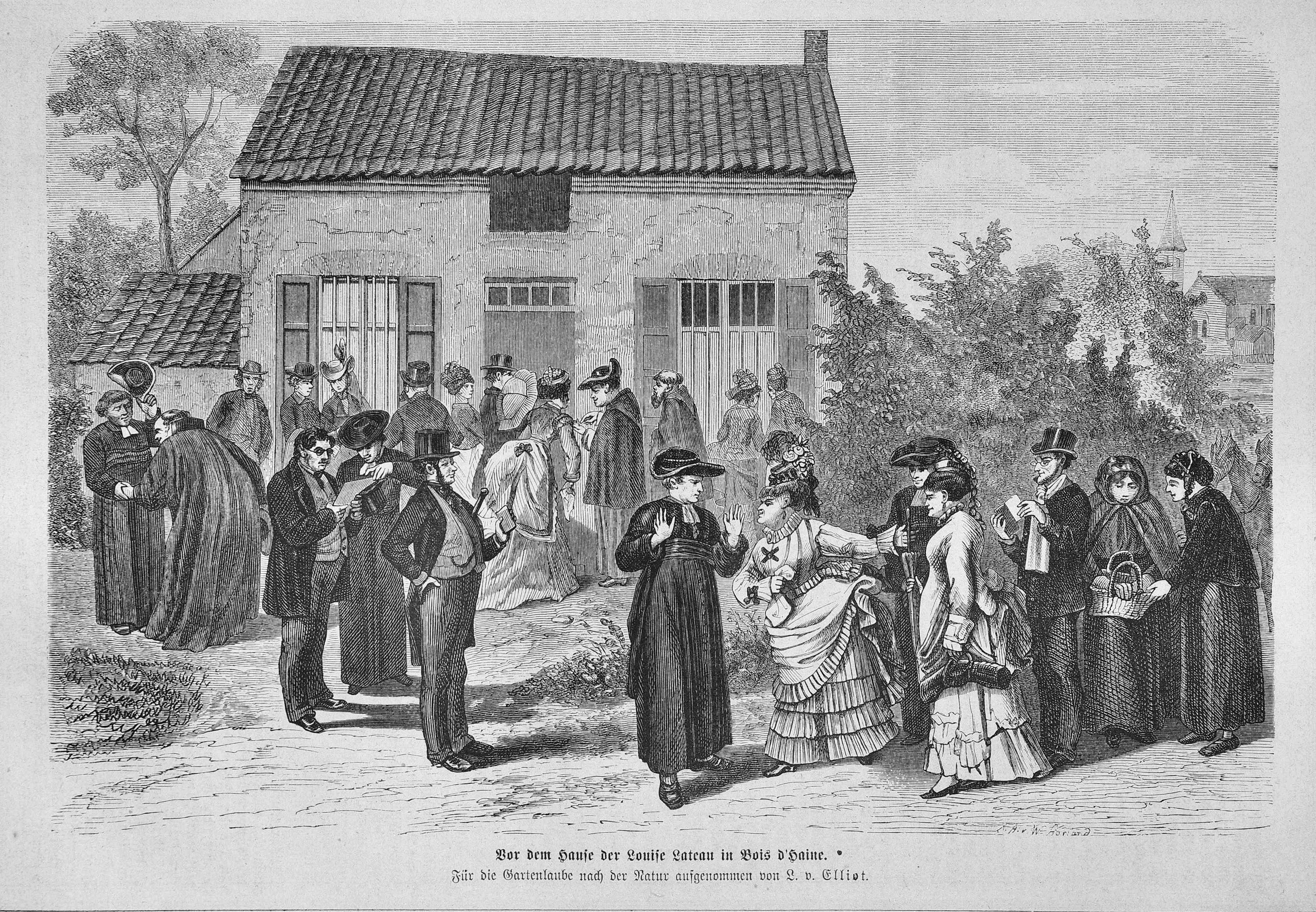
Пилигримы у дома Лато

У нервной и подверженной галлюцинациям Лато с апреля 1868 года появились, периодически каждую пятницу, кровотечения сначала на бедре, позже на голенях, кистях, плечах и на лбу. Явления эти привлекли внимание католического духовенства, объявившего их чудесными, и к Лато стали стекаться массы пилигримов. 
Королевская академия медицины Бельгии в 1874—1875 гг., по докладу Варломона, пришла к заключению, что Лато «одержима» определенной нервной болезнью, известной под названием «стигматизации». 
О Лато писали католики: Rohling («Lateau, die stiegmatisierte von Bois d’Haine», 1874) и Majunke (1875); врачи: Johnen (Лейпциг, 1874); Schwann («Mein Gutachten über die Versuche an der stigmatisierten Luise Lateau», 1875); Warlomont («Rapport medical sur la stigmatisée de Bois d’Haine», 1875).
Лато стала настолько известна своими видениями и стигматами в 1860-х годах, что в течение трёх лет ее обследовали более сотни врачей и двести теологов.
Анна-Луиза Лато скончалась 25 августа 1883 года в родном доме.